# Šabakova deska

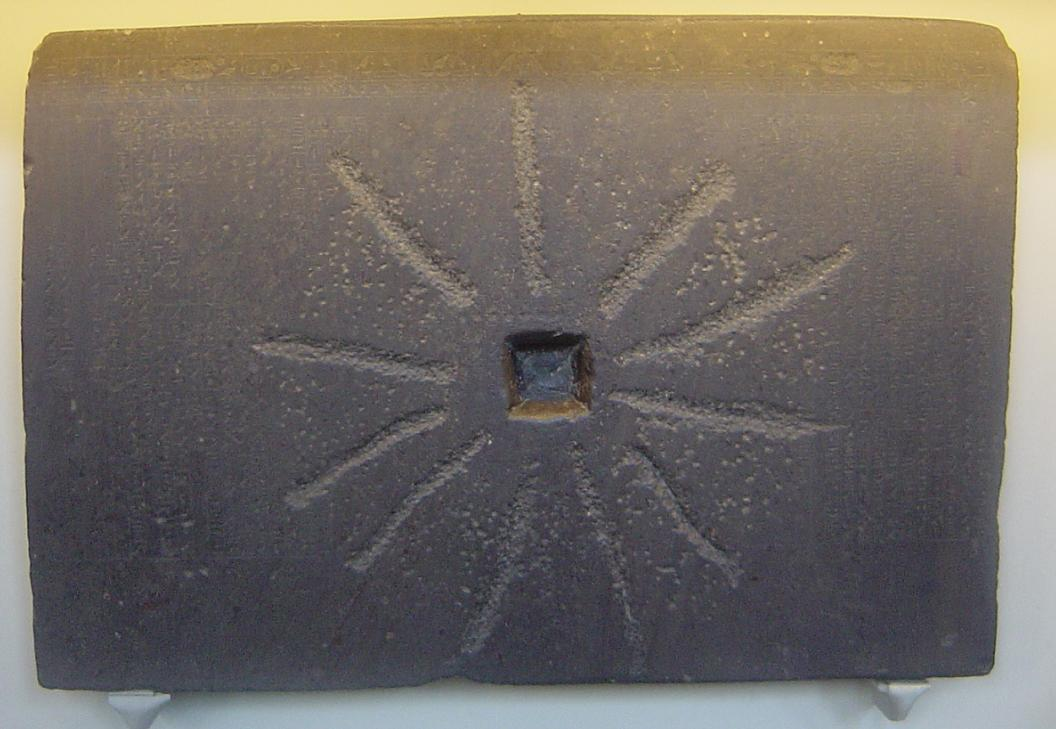
Šabakova deska

Šabakova deska (též Šabakův kámen) je moderní označení užívané v egyptologii pro staroegyptskou stélu z černé žuly o výšce 66 cm a šířce 137 cm, na níž je hieroglyfickým písmem zaznamenána v kontextu dalších mýtů tzv. Mennoferská kosmologie. Název je odvozen od jména panovníka 25. dynastie Šabaky, na jehož příkaz byla deska vytesána a umístěna v mennoferském chrámu boha Ptaha. Navzdory faraonově snaze o zachování informací došlo v pozdější době ke znehodnocení nápisu na kameni, který byl používán jako mlýnský kámen. Do jeho středu byla vyvrtána díra a používání při mletí vedlo k poškození i dalších okolních hieroglyfů. Šabakova deska však stále obsahuje cenné informace o kultuře a náboženských představách starověkých Egypťanů. Dnes se nachází v Britském muzeu v Londýně.